# Пол Отле
Пол Отле (на френски: Paul Otlet) е белгийски общественик и библиограф.
През 1905 г., заедно с Анри Лафонтен, създава Универсалната десетична класификация, използвана и днес в библиотеките по света, най-вече в Европа.
Следейки от близо развитието на комуникационните технологии, в началото на 30-те г от ХХв. Отле спекулира относно създаването на своебразни "телевизионни книги", които да могат да бъдат четени от разстояние, и по-нататък, "радиофотографията", при която, жично или безжично, да се предават текстове и илюстрации. По неговите думи "Това ще е излъчвана книжнина", проект в който ретроспективно се преоткрива съвременната интернет технология.

## Произведения
- L'Afrique aux Noirs, Bruxelles, Ferdinand Larcier, 1888  (онлайн).
- Essai sur la théorie bibliographique, 1892.
- La Fonction et les transformations du livre, Paris, Publication du Musée du livre, 1909.
- L'Île du Levant, Bruxelles, Guyot, 1882.
- Manuel de la bibliothèque publique, Bruxelles, Institut international de bibliographie, 1930, 171 pp. (онлайн).
- Monde, essai d'universalisme: Connaissance du monde, sentiment du monde, action organisée et plan du monde, Bruxelles, Mundaneum, 1935.
- Traité de documentation: Le Livre sur le livrе, Paris, Mundaneum, 1934. Wikisource
- La Fin de la guerre: Traité de paix général, Bruxelles, 1914, UIA, 1986.

1. ↑  Levie F., L’homme qui voulait classer le monde. Paul Otlet et le Mundaneum, Les Impressions nouvelles, 2006.
2. ↑  Otlet P., Traité de documentation: Le Livre sur le livrе, Paris, Mundaneum, 1934, par.243.64